# Vaginisme
El vaginisme és la contracció persistent i involuntària de la vagina en produir-se un espasme que impedeix la penetració. No causa dolor directament, però dificulta l'entrada del penis i impedeix el coit. Aquesta disfunció es presenta en diferent intensitat segons els casos; pot ser des d'una molèstia que dificulta la penetració a un bloqueig total de l'entrada del penis. Només afecta el coit i en la majoria dels casos hi pot haver satisfacció sexual a partir de carícies o estimulacions que no són intravaginals, és a dir, del clítoris, preferentment. El vaginisme té tractament i es diferencia de la disparèunia perquè no és dolorós.

## Causes
Hi pot haver causes orgàniques i no orgàniques. Les causes orgàniques més freqüents són:
- Endometriosi
- Vaginitis
- Himen rígid
- Inflamació de la pelvis
- Estenosi de la vagina
- Existència de tumors, quists o adherències

Les causes no orgàniques poden ser fruit de:
- Una educació que ha provocat por de la sexualitat o de l'embaràs.
- Un fet traumàtic, com una relació violenta.
- Una relació coital sense preàmbul.
- Una estimulació inadequada.

A vegades no se'n troben les causes. Cal recordar que és un espasme involuntari.

## Tractament
Com en totes les disfuncions sexuals, és molt important fer la consulta mèdica i no pensar que se solucionarà sol. Si la causa no és orgànica, el tractament consistirà en un aprenentatge del control de la musculatura vaginal i del coneixement del propi cos. Per fer aquest aprenentatge caldrà el compromís de la parella en el procés. En alguns casos caldrà prendre algun medicament per ajudar o complementar el tractament.